# Euxoa mimallonis
Euxoa mimallonis là một loài bướm đêm thuộc họ Noctuidae. Nó được tìm thấy ở Nova Scotia phía tây đến coastal British Columbia, phía nam ở phía đông đến Michigan và Minnesota, ở phía tây đến miền trung California và New Mexico.
Sải cánh dài 38–42 mm. Con trưởng thành bay từ tháng 7 đến tháng 9. Có một lứa một năm.

## Phụ loài
- Euxoa mimallonis gagates (miền tây United States)
- Euxoa mimallonis mimallonis

## Hình ảnh

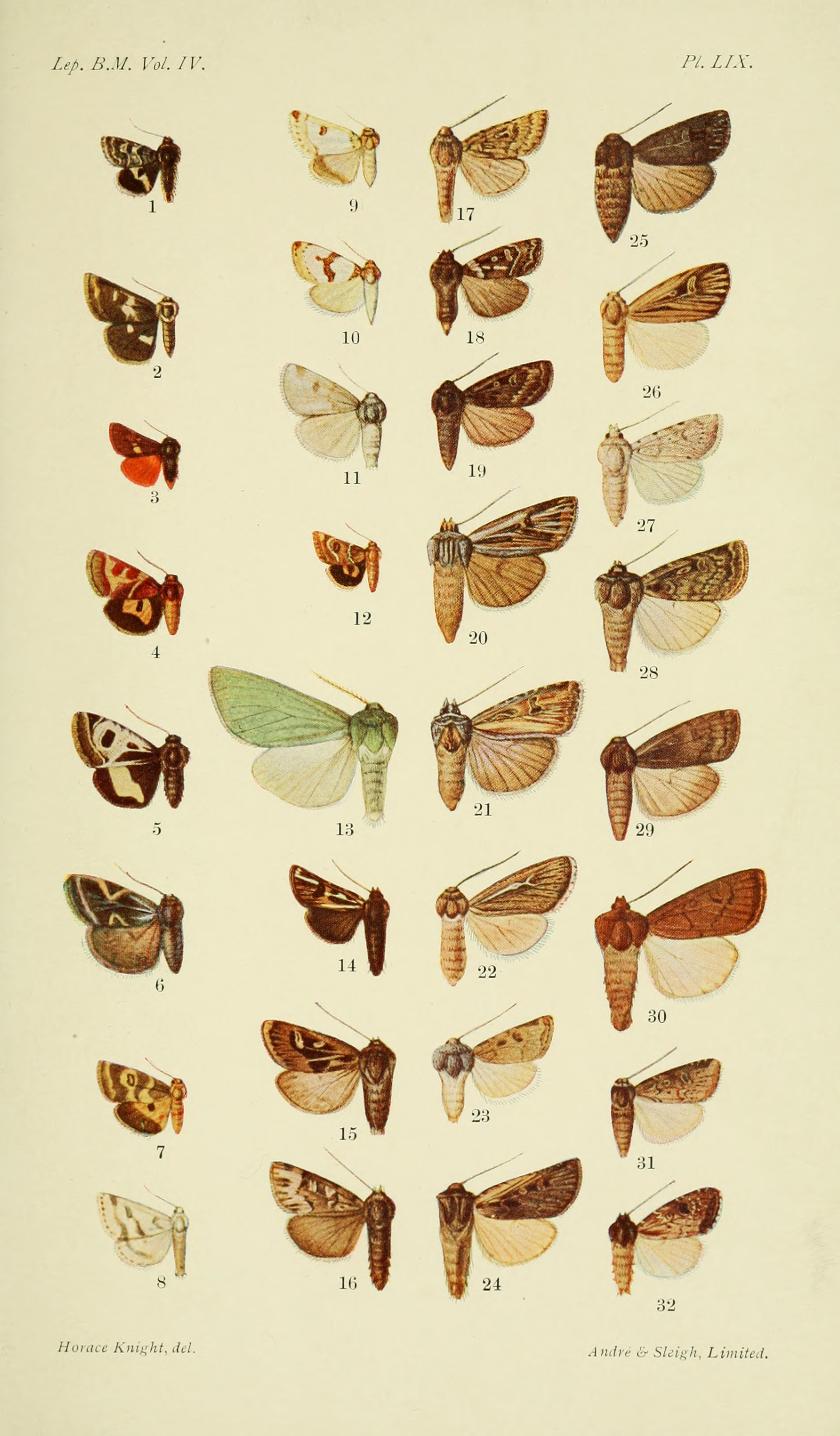